# 約瑟夫·哈馬達尼·科恩

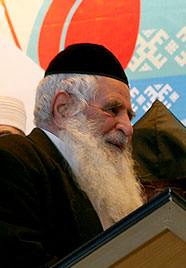
2009年12月的科恩

約瑟夫·哈馬達尼·科恩（Yosef Hamadani Cohen，波斯語：‎，1916年—2014年3月29日），是伊朗猶太教領袖，曾任伊朗首席拉比。
2014年3月29日，因病去世于德黑兰。